# Monte Vista (Colorado)
Monte Vista es una ciudad ubicada en el condado de Río Grande en el estado estadounidense de Colorado. En el Censo de 2010 tenía una población de 4.444 habitantes y una densidad poblacional de 657,16 personas por km².

## Geografía
Monte Vista se encuentra ubicada en las coordenadas 37°34′43″N 106°9′2″O / 37.57861, -106.15056. Según la Oficina del Censo de los Estados Unidos, Monte Vista tiene una superficie total de 6.76 km², de la cual 6.72 km² corresponden a tierra firme y (0.69%) 0.05 km² es agua.

## Demografía
Según el censo de 2010, había 4.444 personas residiendo en Monte Vista. La densidad de población era de 657,16 hab./km². De los 4.444 habitantes, Monte Vista estaba compuesto por el 68.34% blancos, el 0.38% eran afroamericanos, el 1.89% eran amerindios, el 0.34% eran asiáticos, el 0% eran isleños del Pacífico, el 24.95% eran de otras razas y el 4.1% pertenecían a dos o más razas. Del total de la población el 61.34% eran hispanos o latinos de cualquier raza.